# Беатриса Назаретская
Блаженная Беатриса Назаретская (нидерл. Beatrijs van Nazareth, около 1200, Тинен, Лёвен — 29 августа 1268, Лир, Антверпен) — фламандская цистерцианская монахиня, католическая блаженная, мистик. Первая писательница на раннем нидерландском языке, автор известной прозаической диссертации «Семь путей святой любви», пример «свадебного мистицизма». Первая настоятельница аббатства Назаретской Богоматери в Назарете, недалеко от Лира.
Родилась в Тинене в богатой семье. После смерти матери, 7-летнюю Беатрису отправили жить к бегинкам в соседний Зутлеу, где она посещала местную школу. Чуть больше года спустя отец забрал дочь домой и отвёл к цистерцианским монахиням в Блумендале. В возрасте пятнадцати лет Беатрис попросила разрешения поступить в новициат, но получила отказ из-за юного возраста и слабого здоровья. Однако уже в следующем году стала послушницей.
В 1236 году её отправили в новый монастырь в Назарете, деревушке недалеко от Лира в Брабанте. Беатрис практиковала очень суровые аскезы, носила пояс с шипами и перетягивала тело веревками. В видениях ей явился Иисус и пронзил её сердце огненной стрелой.
Умерла в 1268 году и была похоронена в монастыре Назарета. Легенда гласит, что после того, как Назарет был заброшен во время беспорядков, тело Беатрисы было перенесено ангелами в город Лир.
День памяти — 29 августа.